# Хантер, Рита
Рита Хантер (англ. Rita Hunter, 15 августа 1933, Уолласи, Англия — 29 апреля 2001, Сидней, Австралия) — британская оперная певица, драматическое сопрано.

## Биография
Рита Нелли Хантер родилась в 1933 году в Уолласи (графство Мерсисайд). Она училась пению в Ливерпуле у Эдвина Фрэнсиса и в Лондоне у Редверса Левеллина. В 1954 вошла в труппу лондонского театра Сэдлерс-Уэллс, а также продолжила обучение у Эдварда Рентона. В 1957 году присоединилась к оперной труппе Карла Розы и в том же году вышла замуж за оперного певца Джона Дарнли-Томаса. В 1959 году выиграла стипендию, позволившую ей пройти курс обучения у Эвы Тёрнер. С 1960 года исполняла ведущие партии в Сэдлерс-Уэллс, в том числе Сенты в «Летучем голландце» Вагнера, Сантуццы в «Сельской чести» Масканьи и Одабеллы в «Аттиле» Верди. Однако настоящим триумфом стало её исполнение роли Брунгильды в вагнеровском цикле «Кольцо нибелунга», который ставился в Английской национальной опере с 1970 по 1973 год и дал певице возможность полностью раскрыть весь потенциал её голоса.
В 1972 году состоялся дебют Риты Хантер в Ковент-Гардене (в роли Сенты). В 1972 году она выступила в роли Брунгильды в Метрополитен-опере, а в 1975 году исполнила заглавную партию в «Норме» Беллини в опере Сан-Франциско. В числе прочих её ролей — Абигайль в «Набукко», Турандот в одноимённой опере и Леонора в «Трубадуре». В 1980 году Рита Хантер стала командором Ордена Британской империи. В 1981 году певица подписала контракт с Оперой Австралии и жила преимущественно там, хотя продолжала выступать в Британии и в США. В 1986 году вышла её автобиографическая книга «Wait Till the Sun Shines, Nellie».
Рита Хантер умерла в Сиднее в 2001 году.